# Ivjaněc
Ivjaněc (bělorusky Івяне́ц, rusky Ивенец – Iveněc, polsky Iwieniec) je sídlo městského typu v Minské oblasti v Bělorusku. K roku 2018 v něm žilo přes čtyři tisíce obyvatel.

## Poloha a doprava
Ivjaněc leží na potoku Volmě, přítoku Islače v povodí Západní Bereziny. Od Valožyna, správního střediska Valožynského rajónu, do kterého Ivjaněc správně náleží, je vzdálen přibližně třicet kilometrů jihovýchodně.
Nejbližší železniční stanice je v Dzjaržynsku.

## Dějiny
První zmínka o Ivjaněci je z 15. století, kdy spadal pod Litevské velkoknížectví.